# ライアン・イェーツ
ライアン・ジェームズ・イェーツ（Ryan James Yates, 1997年11月21日 - ）は、イングランドのリンカンシャー州リンカン出身のプロサッカー選手。プレミアリーグのノッティンガム・フォレストFC所属。ポジションはミッドフィールダー。

## 経歴
2005年からノッティンガム・フォレストFCのユースアカデミーに所属。
2016年8月26日にナショナルリーグのバローAFCへ期限付き移籍した。移籍期間は当初1ヶ月の予定だったが、後に1年に延長された。
バローへの期限付き移籍終了後、2017年1月31日にEFLリーグ1のシュルーズベリー・タウンFCへ期限付き移籍し、同チームでプロデビューした。期限付き移籍中の2月27日に、ノッティンガム・フォレストと2019年までの契約延長に合意した。
2017年8月4日にノッツ・カウンティFCへ期限付き移籍した 。
2018年1月11日、ノッティンガム・フォレストと2020年までの契約延長に合意。また、ノッツ・カウンティへの期限付き移籍を終了し、新たにスカンソープ・ユナイテッドFCへ期限付き移籍した。
2018-19シーズンにノッティンガム・フォレストで初出場した。
2021-22シーズンのEFLチャンピオンシップでは43試合に出場して8得点を記録し、チームのプレミアリーグ昇格に貢献した。
2024年7月にノッティンガム・フォレストと新たに4年契約を結んだ。

## タイトル

### クラブ
ノッティンガム・フォレスト
- EFLチャンピオンシップ・プレーオフ：2022